# Picture Rocks, Arizona
Picture Rocks je naseljeno područje za statističke svrhe u američkoj saveznoj državi Arizona. Prema popisu stanovništva iz 2010. u njemu je živjelo 9,563 stanovnika.